# Brad Maddox
Pour les articles homonymes, voir Maddox.
Tyler Kluttz est un catcheur (lutteur professionnel) américain né le 4 mai 1984 à Charlotte, en Caroline du Nord. Il est connu pour son travail à la World Wrestling Entertainment de 2012 à 2015 sous le nom de Brad Maddox.

## Carrière

### Ohio Valley Wrestling et Derby City Wrestling (2008-2010)
Il fait ses débuts le 14 février 2008 à la Derby City Wrestling (DCW), une fédération du Circuit indépendant américain installé dans le Kentucky, sous le nom de Brent Wellington où il perd son premier match face à Big Cat. Deux mois plus tard, il débute au sein de l’Ohio Valley Wrestling (OVW), une autre fédération du Kentucky, où il fait équipe avec Gavin Garrison. Ensemble ils commencent une rivalité avec The Mobile Homers (Adam Revolver et Ted McNaler)  qui se conclut le 29 octobre dans un Loser Leaves OVW Tag Team Match (l'équipe perdante quitte la fédération) remporté par The Mobile Homers.

### Ring of Honor (2010)
Il fait une apparition lors de ROH The Bluegrass Brawl du 22 juillet 2010, il gagne contre Paredyse.

### World Wrestling Entertainment (2010-2015)

#### Florida Championship Wrestling (2010-2012)
Il a signé un contrat de développement en 2010 et lutte à la Florida Championship Wrestling sous le nom de Brad Maddox. Il fait ses débuts le 21 novembre en perdant contre Tito Colon.

#### Débuts en tant qu'arbitre, assitant de Vickie Guerrero, manager général deRawet renvoi (2013-2015)
Brad Maddox débute à la WWE en tant qu'arbitre de RAW. Lors de Hell in a Cell 2012, il se fait remarquer après avoir attaqué Ryback et en le faisant perdre lors de son match contre CM Punk pour le WWE Championship.
Lors de RAW du 18 février 2013, Maddox a été nommé Assistant au Superviseur Général Manager par Vickie Guerrero.
Le 8 juillet à Raw, Maddox a été nommé général manager de Raw, après que Vickie Guerrero ait été licenciée en raison d'une évaluation de performance.
Le 26 mai 2014 à RAW, il subit une attaque de Kane qui lui porte un Chokeslam puis un Tombstone Piledriver puis Stephanie McMahon et Triple H lui annonce qu'il est renvoyé de son poste de manager de RAW et de la fédération (kayfabe).
Il devrait être inactif un certain temps car la fédération n'a aucun plan pour lui.
Le 25 novembre 2015, il est licencié par la  WWE.

## Palmarès
- Florida Championship Wrestling
  - 1 fois FCW 15 Champion
  - 2 fois FCW Florida Tag Team Champion avec Briley Pierce (1) et Rick Victor (1)

- Ohio Valley Wrestling
  - 1 fois OVW Heavyweight Champion
  - 1 fois OVW Television Champion